# アトムの冒険

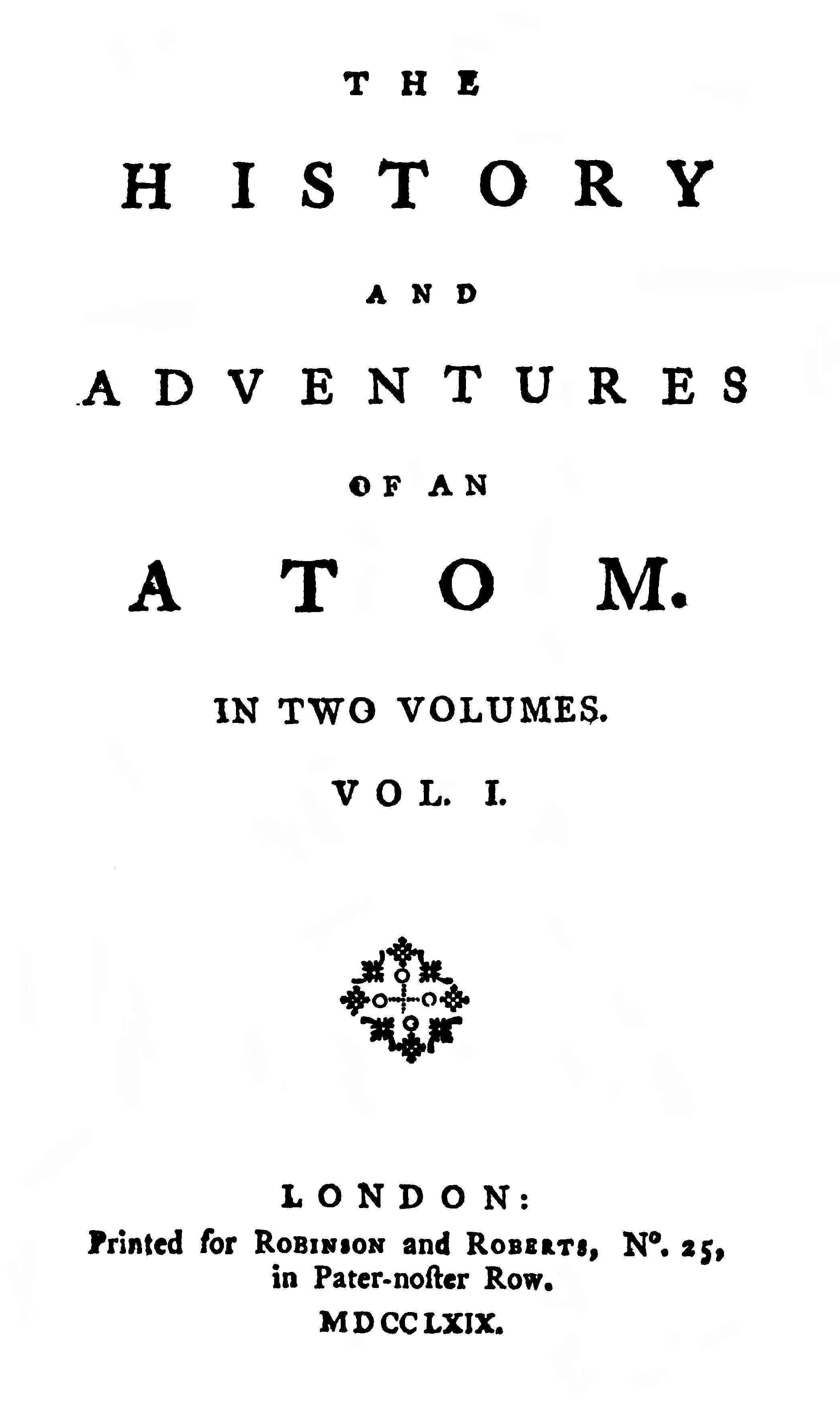
初版の表紙

『アトムの冒険』（アトムのぼうけん、英語: The History and Adventures of an Atom）は、トバイアス・スモレットの小説。1769年に匿名で出版され、古代日本の物語に仮託して七年戦争中のイギリスの政治を風刺した。

## 概要
1727年に出版されたエンゲルベルト・ケンペルの『日本誌』から日本歴代天皇の名前を借用している。古代日本の物語に仮託しており、大ピットが"Taycho"なる統治者として、カンバーランド公が"Fatzman"という戦争の神として登場したほか、数多くの政治家、君主、軍人などが仮名で登場した。1760年代末のイギリスとアメリカ13植民地の確執に対するコメントも記述されている。
原子（アトム）がナレーターを務め、一連の事件を見た上で読者にそれを伝える役割を果たしている。スモレットは古代ギリシャの原子論での原子を指しているが、同時に風刺の意味もある。
『アトムの冒険』は1769年に匿名で出版され、本当の作者について論争もおこったもののスモレット作とすることが定説となっている。サー・ウォルター・スコットは1821年に「作品の主要な目的は（作者にイシュマエルと同様に全ての男に手向う機会を与える以外には）国中に大陸との結びつきへの畏怖を引き起こすことである」と論評した。

## 書誌情報
- Smollett, Tobias. Day, Robert Adams. ed (英語). The History and Adventures of an Atom. University of Georgia Press. ISBN 9780820346458. OCLC 871257693